# BLOOD+
『BLOOD+』（ブラッドプラス）は、Production I.G制作のアニメ作品。2005年10月8日（一部地域は10月15日）から2006年9月23日（一部地域は9月30日）まで毎日放送（MBSテレビ）・TBS系列で放送された。略称は「血+（BLOODの訳が「血」であることから）」「B+」「ブラプラ」。小説や漫画もあるが、内容は多少異なる。

## 作品概要
2000年に劇場公開およびゲーム化されたBLOODシリーズ第1作『BLOOD THE LAST VAMPIRE』の「少女が刀を使って翼手を斬る」というコンセプトはそのままに、キャラクターやストーリーを一新して製作された。『機動戦士ガンダムSEED』『鋼の錬金術師』『機動戦士ガンダムSEED DESTINY』などの人気アニメ作品を連発する毎日放送土曜6時枠、通称・土6の新作として話題を集める。作品上での謎が実際の歴史との関係が深く、奥深い作品となっている。
メディアミックスとして、小説版・複数のコミック版・ゲーム版が存在する。1993年開始の『ムカムカパラダイス』から続いたMBS土6枠最後の4クール（1年）作品である。
ストーリーは吸血生物・翼手との戦いや主人公・小夜の出生の謎を追いながら世界各国を巡る内容となっており、「沖縄」編（第1話 - 第7話、第14話、第15話）、「ベトナム」編（第8話 - 第13話）、「ロシア」編（第16話 - 第19話）、「フランス」編（第20話 - 第32話）、「イギリス」編（第33話 - 第40話）、「アメリカ」編（第41話 - 最終話）に分けられる。
さらに大きく分けると2部構成になっており、小夜とハジの沖縄での出会いから赤い盾崩壊までを描いた第1部、そしてその1年後の戦いを描いた第2部に分けられる。人間の血液を栄養源にする翼手、長い眠りに就く翼手の女王、日光を浴びられないシフなど、吸血鬼をモチーフにした部分が幾つか見受けられる。
小夜の住む沖縄の米軍基地問題やそれに伴う日米地位協定、アメリカの軍産複合体などの抱える問題についても、ストーリーで採り上げられている。
当初、スタッフの間では第1作から絵柄や世界観を変えることに対する不安もあったという。しかし放送が開始されると、第1作の支持層が男性中心であったのに対して本作では女性層からの大きな反響があり、商業的には成功を収めることとなった。

## あらすじ
沖縄県沖縄市コザに住む音無小夜は、運動好きで食いしん坊なごく普通の女子高校生。1年前以前の記憶を持たない他は、血の繋がらない家族である養父の宮城ジョージとカイ・リク兄弟、そして親友の金城香里らに囲まれて幸せな日々を過ごしていた。
忘れ物を取りに入った夜の学校で、小夜は突如現われた得体の知れない化け物に襲われる。辛くもハジと名乗る美貌の青年に助けられた小夜。そんな小夜にハジは血まみれの腕を差し出し、ただ一言つぶやく。「小夜、戦って」と。ハジに口移しで彼の血を飲まされた小夜は、その瞬間別人に一変する。自らの血に彩られた異形の刀を手にし、たちまち翼手を切り伏せた小夜だったが、真っ赤な炎に照らし出され逃げまどう人々や、化け物を容赦なく切り捨てる自らの姿に恐怖する。こうして小夜の平穏な日常は、生き血を喰らう獣・翼手に遭遇した事で無惨な終わりを告げる。
小夜は翼手の殲滅を目的とする組織赤い盾の一員デヴィッドにより、自らの「血」が翼手を倒すことの出来る唯一絶対の武器である事実を告げられ、「赤い盾」に引き渡されることとなる。ジョージとの別離を前にした小夜は新たな翼手の襲撃を受けるが、戦いを拒否する小夜に代わり翼手に立ち向かったジョージが重傷を負う。米軍に協力して翼手研究に携わり、「マウス」と呼ぶ逃走した翼手を追跡していたヴァン・アルジャーノはジョージを拉致し、ヤンバルの研究施設に軟禁した上、治療の名目でD67という薬物を投与する。小夜はハジ、デヴィッドと共にジョージの救出に向かう。米軍が施設を空爆することが判明し、急ぎ知らせに駆け付けるカイ。D67の効力で次第に翼手化していくジョージは、人間の姿を留めたまま小夜の手にかかって死ぬことを望む。小夜とカイに見送られて、ジョージは息を引き取った。
D67を追う「赤い盾」は、その出所がベトナムの全寮制女子校リセであることを知る。また、ハジの正体がジョエルの日記に記された「小夜に従う者」=シュヴァリエと確認される。赤い盾の一員として翼手と戦うことを決意した小夜はハジと共にリセに潜入する。小夜はベトナムの地で忌まわしき過去の記憶、小夜を仇敵とつけ狙う「ファントム」ことカール、大手製薬会社のCEOで金髪の美しいカールの兄ソロモンと遭遇する。カールが密かに保管するコンテナの中身が、「赤い盾」が長年追い続けてきた「ディーヴァ」であると確信したデヴィッドは、コンテナ強奪を強行。しかし、カールとの死闘も空しくコンテナは運び去られた。相次ぐ戦いの中で、小夜は次第に自分が自分でなくなっていく不安に苛まれるが、気丈にも過去の記憶と対峙することを選ぶ。続くロシアで出会ったアンシェルは、「自分自身の過去が知りたければ、『動物園』に行け」と謎めいた言葉を残して姿を消す。今は廃墟と化した「動物園」に辿り着いた時、小夜は全ての記憶を取り戻すのだった。
自らの生い立ち。歴史の影に隠された人と翼手との永きにわたる戦い。そして自らが解き放った災厄の源、実の妹である翼手の女王ディーヴァ。
ディーヴァを守るシュヴァリエ達。世界を巡る彼らとの死闘の中で、小夜はかけがえのない多くのものを失っていく。

## 登場人物
音無 小夜（おとなし さや）
声 - 喜多村英梨
本作の主人公。沖縄のコザで血の繋がらない家族と共に暮らしていたが、翼手との遭遇を機に過酷な運命に身を投じていく。
ハジ
声 - 小西克幸
チェロを携えた寡黙な美青年。短剣とチェロケースを駆使して小夜の戦闘をサポートする。異形の右手を持つ。
宮城 カイ（みやぐすく カイ）
声 - 吉野裕行
小夜の義兄。短慮で粗暴な少年だったが、小夜と翼手との戦いに巻き込まれていき、様々な経験を経て成長していく。
宮城 リク（みやぐすく リク）
声 - 矢島晶子
小夜の義弟。聡明で温和かつ大人しい少年。姉の小夜や兄のカイと共に翼手を巡る争いに巻き込まれていくが…。
宮城 ジョージ（みやぐすく ジョージ）
声 - 大塚芳忠
小夜、カイ、リクの養父。コザで酒場「OMORO」を経営し子供たちを養っている。元米兵。
デヴィッド
声 - 小杉十郎太
小夜の戦いを支援する「赤い盾」のエージェント。ハードボイルドを地で行く硬骨漢。
ルイス
声 - 長嶝高士
「赤い盾」のエージェント。デヴィッドの相棒を務める肥満体の黒人。
ジュリア・シルヴァスタイン
声 - 甲斐田裕子
「赤い盾」の医療スタッフ。構成員の中でも若手だがやり手の翼手研究者。
ディーヴァ
声 - 矢島晶子
小夜の双子の妹。現在世界に跋扈する翼手たちの盟主であり、小夜とは違い無垢にして残忍な気性の少女。

## 用語
翼手（よくしゅ）
人間の体内にはない第5の塩基（ジュリアはD塩基と名づけた）を持ち、擬態能力と驚異的な身体能力を持つに至った生物。食糧とするのは主に人間の血液である。元々D塩基を持つ新種生物の総称だが、劇中ではD67を投与された人工翼手を指している場合が多い。名前の由来はコウモリ目の旧名翼手目。
原作である「BLOOD THE LAST VAMPIRE」の設定によると、生物学上の分類は霊長類となっており、そこでは長命や飛行といった身体能力の科学的分析もなされている。
弱点は小夜の血（小夜自身とそのシュヴァリエであるハジとリクの場合はディーヴァの血）で、小夜の血を投与されると結晶化して死に至る。それ故に小夜は自分の血を愛用の刀に伝わせて斬りつけていた。一方、コープスコーズやシフ、『ONE NIGHT KISS』の青山なども翼手を殺していたことから、脳や脊髄に修復不能なダメージを受けても死に至ると思われる。しかしEpisode-13ジャングル・パラダイスにおいて、D67の被験体となった赤い服の子供から変化した翼手は、ハジに頭部を切断されても復元していた状況と矛盾する。
小夜の血を弾丸に入れて使用することは、ジョエルの日記によれば不可能だという。理由として、始祖翼手（後述）の血液は空気に触れると序々にその効果を失っていくから、と小説では語られていた。
翼手の女王（よくしゅのじょおう、始祖翼手（しそよくしゅ））
子を産める女性の上位翼手で、双子で誕生する。小夜やディーヴァがこれに当たる。
誕生してから10代後半までは歳相当の容姿で育つが、以降は歳を取らなくなる。自分のシュヴァリエを持つと2 - 3年の活動期の後、30年間は繭の中で休眠するという周期を繰り返すようになる。翼手の女王は、対となる血統を持つ姉妹のシュヴァリエと交配することで子を宿す（後述）。産まれてくる子もまた双子の女児である。そして、子を産むと同時に女王の血は変質し、姉妹の産んだ翼手を結晶化させることはできなくなる。小夜とディーヴァは人間の姿で生まれてきたが、彼女たちの母であるSAYAは怪物の死骸であったことから、2人も怪物の姿になれる可能性がある。
アンシェルは「翼手の女王は自らと対になる女王のシュヴァリエとの間でのみ子を成せる」と唱えたが、監督はこのことを肯定しておらず、翼手の繁殖能力が非常に低いとだけ明言している（参考：「電撃PlayStation」）。
シュヴァリエ
フランス語で騎士という意味。
翼手の女王の血を体内に取り込むこと（血分け）によって翼手と化し、翼手の女王と交配することで子孫を残す。
人工翼手とは異なり高度な知能を持ち、翼手と人間の姿を自由に行き来することが可能。純粋な戦闘能力だけを見れば女王をも凌駕する。またシュヴァリエは全て男性である。
半不老不死の肉体を手にし、擬態能力や驚異的な身体能力も身に付く他、睡眠も必要としなくなる。翼手となった後は血液を渇望するようになり、血液以外のものを口にしても喉の渇きや空腹を癒すことはできなくなる。
弱点は、自分の主である女王と対を成す、もう1人の翼手の女王の血。また、再生不能な状態まで破壊されれば死に至る。
シフ
アイスランドのキルベドの実験施設で、ディーヴァの持つD塩基を使って人工的に造られたシュヴァリエである少年少女たち。またはそのグループ名。通常のシュヴァリエとは違い、女性もいる。
「失敗作」である彼らは日光に弱く、そのため常に黒いローブを被って修道僧のような出で立ちをしている。またその命には限りが有り、「ソーン」という赤いヒビが全身に広がると死に至る。体格に見合わない大きな武器を使いこなし、翼手化して爪を武器として使うこともある。通常のシュヴァリエと違って、主である女王（ディーヴァ）に支配されることは無い。
「限りある者」である自分たちの運命を変えるため、モーゼスの呼びかけに応じた一団がキルベドを脱走し、「小夜の血を手に入れれば生き延びられる」という情報を基に小夜を付け狙うが、シフたちはディーヴァのシュヴァリエに殺されたりソーンが発生したりして次々と倒れていく。そしてカイの仲介で小夜の血を口にしたイレーヌは逆に即死してしまい、情報が間違いだったことが判明する。やがてディーヴァ陣営に対する戦いにおいて小夜たちと共闘するが、ソーンの発生したカルマンを救おうとしたモーゼスはジェイムズに騙されてカイを殺そうとし、それを止めに入ったカルマンと共に日光を浴びて死亡する。戦いが終わってから生き延びたのは、赤い盾の医療援助を受けることになったルルゥのみである。
コープスコーズ (Corpse Corps)
対翼手用人型兵器。ブロードソードを主武装とし、三位一体による連携を主な戦術としている。
キルベドの実験施設での研究成果と、ジュリアによって齎された翼手研究の成果によって作られた。生後48日ほどで実戦投入できるらしい。「死体兵団」という意味を持つ名前の正式名は、「戦術特殊強化兵団」。外見は人型だが、中身は（翼手関係の）最新の遺伝子工学で作り上げられた生物学的ロボットである。翼手のみを攻撃し、普通の人間は襲わないように改良されている。ソーンをコントロールされており、7日間の生命しか持たないように調整されている（逆に言えば、シフの延命も可能になったことになる）。
シフの中で最も優秀なモーゼスの遺伝子が利用されているため、容姿はみなモーゼスと瓜二つである。
漫画版
シュヴァリエのシャール（ディーヴァ側のシュヴァリエの列に属している間は「カール」という名）をベースとしたものになっており、容姿もシャールと瓜二つである（つまり、シフはコミック版に登場しない）。なお、翼手の再生能力を一時的に低下させる細胞を組み込んだ両手の鉤爪で翼手を攻撃する。この鉤爪は始祖翼手でも自分の眷属を殺せないという法則（小夜ならディーヴァの血で、ディーヴァなら小夜の血で殺せる）を無視するほどの凶器である。通称「翼手殺し」。

赤い盾（あかいたて）
ディーヴァの出奔以後、初代ジョエルの子孫が翼手の災厄を世界中にもたらしてしまったことを悔いて創設した組織。ディーヴァに対抗する唯一の組織だが、構成員は100人にも満たない。
ディーヴァの打倒と翼手の殲滅を目的とする。ゴルドシュミット家の当主によって、代々「ジョエル」の名と組織の長官の地位を受け継いできた。「赤い盾」に属する者は、結晶化した翼手の血の一部を身につけ、「赤い盾」のメンバー同士の身分証明としても使われている（現代のデヴィッドは十字架に結晶を填めている。小夜はアンシェルに折られた刀の代わりに用意された新しい刀の鍔元に亡き養父・ジョージの結晶を、カイはペンダントとして亡き弟・リクの結晶をそれぞれ持っている）。
名前の由来は、「BLOOD THE LAST VANPIRE」においては「翼手を極秘に研究していた一族」という設定で、本作でのシュヴァリエならびにシフの名前の由来にもなっている｢ロスチャイルド家｣のドイツ語表記、｢Rothschildt（ロートシルト）｣が、｢赤い盾｣という意味であることによる。
ジョエルの日記（ジョエルのにっき）
初代ジョエルによる小夜・ディーヴァの観察日記、及びそれを基に作成したデータベースのこと。ディーヴァの逃亡以後、「赤い盾」の長官によって小夜とディーヴァの戦いの記録が付け加えられている。「赤い盾」はこの日記の叙述に基づいて作戦を立案する。また秘密保持のため、この日記を目にした者は「赤い盾」から元の世界に復帰することは事実上不可能になる。
「ボルドーの惨劇」の日は唯一何も記載されていない。
ボルドーの惨劇（ボルドーのさんげき）
1883年の初代ジョエル・ゴルトシュミットの誕生日パーティで起きた事件。小夜が初代ジョエルを驚かせようと塔に幽閉された少女・ディーヴァを解放したために、初代ジョエルやパーティの来客はすべて彼女に殺され、「動物園」も全焼してしまう。そしてディーヴァは、彼女の世話をしていたジョエルの助手で自分のシュヴァリエになったアンシェルと共に逃走する。後の翼手の厄災の元凶とされる日。
D（デルタ）67
ディーヴァの血液を元に造られた、人間を翼手にする薬品。これにより翼手化した者は人間の頃の知性・記憶・容姿を失い怪物と化す。戦闘能力はシュヴァリエは勿論のこと、シフやコープスコーズにも劣る（それでも常人が勝てる相手ではない）。初期の人工翼手はD67の投与から翼手化までに時間を要していたが、シベリア鉄道に乗っていた青年たちに投与されたD67は数時間で翼手化に至らせた。
デルタ計画（プロジェクト）
アメリカ合衆国政府とゴールドスミス・ホールディングスが共謀したプロジェクト。アメリカに服さない国に人為的に翼手を発生させ、アメリカへの隷属と引き替えにコープスコーズの派遣を受けるか、翼手に滅ぼされるかの二者択一を強要することで、アメリカが事実上全世界を支配するのが目的。それだけでなくコープスコーズ派遣による莫大な利益と、真相を知らぬ世界の信頼をも獲得するものである。
しかし、その裏側にあるアンシェルの策略には、全世界生中継させたディーヴァの歌声をきっかけに全世界に翼手を誕生させ、世界を翼手で満たす（最終的には総人口の30人に1人、およそ2億人が翼手と化す）という目的が隠されていた。
サンクフレシュ製薬（サンクフレシュ・ファルマシー）
正式名称・サンクフレシュ・ファルマシー。筆頭株主はゴールドスミス・ホールディングス。
ヴァンが一時出向していた製薬会社（ヴァンの所属はゴールドスミス・ホールディングス）。本社はフランスにある。ベトナム支社にはカールが工場長として就任していた。
元はフランスの片田舎にあった製薬会社だったが、ソロモンがCEOに就任するや僅か5年で世界的な企業に成長した。また、D67を秘密裏に開発しており、米軍などに供給している他、D67を混入した食品を世界中にばら撒いている。
ソロモンがディーヴァに決別を宣言した後解体され（その際、彼はCEOを解任された）、ヴァンをCEOとするサンクフレシュ・アメリカを中心とする企業グループに再編された。
なお、「サンクフレシュ」はフランス語で「5本の矢」という意味で、5本矢を組み合わせたマークは、ロスチャイルド家の家紋でもある。
ゴールドスミス・ホールディングス
二度の世界大戦で財を成し、資本に物を言わせて世界中の名立たる企業の株主になっている企業。サンクフレシュの筆頭株主であり、サンクフレシュ・ファルマシーはゴールドスミス傘下である。
総帥はアンシェル・ゴールドスミス。
動物園（どうぶつえん）
1832年に完成したボルドーにある施設。またジョエル・ゴルトシュミットの屋敷のこと。
ラマルクの「動物哲学」に影響されて生物の進化に興味を持った初代ジョエルが、世界中の動植物や化石の類を個人の研究のために収集していた。その収集品の中にアイスランドに伝わる奇妙なミイラがあった。「SAYA」と呼ばれたこのミイラを解剖して取り出した繭から生まれたのが小夜とディーヴァであり、小夜はジョエルに愛情深く育てられたが、ディーヴァは薄暗い塔に幽閉され、最低限の食事のみを与えられるだけだった。内部の広さは100エーカー（120,000坪、サッカーグラウンド100個分）ほどである。小夜とディーヴァの最後の決戦の場となった劇場の背景は、この「動物園」がモデルになっている。
E（イプシロン）88V
『BLOOD+ 双翼のバトル輪舞曲』に登場する。D67に代わる薬品としてアレクセイが開発させた。単体では機能せず翼手の声帯を持つ少女の歌声を聞かせることが必要。E88Vによる翼手は小夜に倒されても結晶化せず、まるで桜の花びらのように散ってしまう。
D（デルタ）06
『BLOOD#』に登場する。D67の新型で、シャープという名前で流通している。頭のよくなるサプリメントとして響の学校の進学コースで流行っている。
ポルマン文書
ディーヴァのシュヴァリエ、マルティンがナチス・ドイツが行っていた研究をひそかにまとめたもの。

## スタッフ
- 原作 - Production I.G・Aniplex[3]
- 監督・シリーズ構成 - 藤咲淳一[3]
- キャラクターデザイン - 箸井地図[3]
- アニメーションキャラクター・総作画監督 - 石井明治[3]
- 美術監督 - 東潤一→衛藤功二[3]
- 色彩設定 - 片山由美子
- メカデザイン - 寺岡賢司
- 撮影監督 - 田中宏侍
- 企画協力 - 押井守[3]
- 3D監督 - 遠藤誠
- 編集 - 濱宇津妙子
- 音楽 - マーク・マンシーナ
- 音楽プロデュース - ハンス・ジマー
- 音響演出 - 岩浪美和
- 音響プロデューサー- 山田稔
- プロデューサー - 諸冨洋史、丸山博雄、落越友則、森下勝司、南成江（第39 - 50話）
- エグゼクティブプロデューサー - 勝股英夫、石川光久
- 制作 - Production I.G[3]
- 製作 - 毎日放送・Aniplex・Production I.G

## 主題歌

### オープニングテーマ
「青空のナミダ」（1 - 13話）
作詞 - 高橋瞳、渡辺なつみ / 作曲 - 田中秀典 / 編曲 - 安原兵衛 / 歌 - 高橋瞳
「SEASON'S CALL」（14 - 25話）
作詞・歌 - HYDE / 作曲 - KAZ / 編曲 - KAZ、HYDE
「Colors of the Heart」（26 - 38話）
作詞 - TAKUYA∞、Alice ice / 作曲 - TAKUYA∞ / 編曲 - UVERworld、平出悟 / 歌 - UVERworld
「雷音」（39 - 50話）
作詞・作曲・編曲・歌 - ジン

### エンディングテーマ
「語り継ぐこと」（1 - 13、50話）
作詞 - HUSSY_R / 作曲 - 田鹿祐一 / 編曲 - 常田真太郎（スキマスイッチ） / 歌 - 元ちとせ
「CRY NO MORE」（14 - 25話）
作詞 - 康珍化 / 作曲 - Lensei / 編曲 - 河野伸 / 歌 - 中島美嘉
「This Love」（26 - 38話）
作詞・作曲・歌 - アンジェラ・アキ / 編曲 - 松岡モトキ & アンジェラ・アキ
「Brand New Map」（39 - 49話）
作詞 - 立田野純 / 作曲 - 和田昌哉 / 編曲 - Jin Nakamura、和田昌哉 / 歌 - K

## 各話リスト
| 話数       | 放送日         | サブタイトル                   | 脚本       | 絵コンテ                      | 演出             | 作画監督                    |
| 沖縄編     | 沖縄編         | 沖縄編                         | 沖縄編     | 沖縄編                        | 沖縄編           | 沖縄編                      |
| ---------- | -------------- | ------------------------------ | ---------- | ----------------------------- | ---------------- | --------------------------- |
| Episode-1  | 2005年 10月8日 | ファーストキス                 | 藤咲淳一   | 松本淳                        | 松本淳           | 石井明治                    |
| Episode-2  | 10月15日       | 魔法の言葉                     | 大松裕     | 神楽坂時市                    | 高橋順           | 植田実                      |
| Episode-3  | 10月22日       | はじまりの場所                 | 櫻井圭記   | 工藤進                        | 太田知章         | 宮前真一                    |
| Episode-4  | 10月29日       | アブない少年                   | 菅正太郎   | 弥佐吉                        | 誉田晶子         | 大久保徹                    |
| Episode-5  | 11月5日        | 暗い森のむこうへ               | 後藤みどり | 佐山聖子                      | 佐野隆史         | 中澤勇一 中本尚子           |
| Episode-6  | 11月12日       | おとうさんの手                 | 森田繁     | 勇徹夫                        | 浦田保則         | 福島豊明                    |
| Episode-7  | 11月19日       | 私がやらなきゃ                 | 藤咲淳一   | 竹内一義                      | 粟井重紀         | 宮前真一                    |
| ベトナム編 |                |                                |            |                               |                  |                             |
| Episode-8  | 11月26日       | ファントム・オブ・ザ・スクール | 吉田玲子   | 弥佐吉                        | 誉田晶子         | 大久保徹                    |
| Episode-9  | 12月3日        | それぞれの虹                   | 菅正太郎   | 佐山聖子                      | 佐山聖子         | 塩谷直義                    |
| Episode-10 | 12月10日       | あなたに会いたい               | 森田繁     | 佐野隆史                      | 佐野隆史         | 小林利充                    |
| Episode-11 | 12月17日       | ダンスのあとで                 | 櫻井圭記   | 中津環                        | ヤマトナオミチ   | 植田実                      |
| Episode-12 | 12月24日       | 白い霧にさそわれて             | 菅正太郎   | 工藤進                        | 羽生尚靖         | 渡辺純子                    |
| Episode-13 | 2006年 1月7日  | ジャングル・パラダイス         | 菅正太郎   | 紅優                          | 浦田保則         | 福島豊明                    |
| 沖縄編     |                |                                |            |                               |                  |                             |
| Episode-14 | 1月14日        | さいごの日曜日                 | 吉田玲子   | 神楽坂時市                    | おざわかずひろ   | 越智信次                    |
| Episode-15 | 1月21日        | おいかけたいの!                | 森田繁     | 小林哲也                      | 小林哲也         | 中澤勇一 中本尚子           |
| ロシア編   |                |                                |            |                               |                  |                             |
| Episode-16 | 1月28日        | シベリアン・エクスプレス       | 砂山蔵澄   | 雲井一夢                      | ヤマトナオミチ   | 植田実                      |
| Episode-17 | 2月4日         | 約束おぼえてる?                | 藤咲淳一   | ヤマトナオミチ                | 安藤健           | 山沢実                      |
| Episode-18 | 2月11日        | エカテリンブルグの月           | 菅正太郎   | 弥佐吉                        | 誉田晶子         | 大久保徹                    |
| Episode-19 | 2月18日        | 折れたココロ                   | 森田繁     | 松尾慎                        | 羽生尚靖         | 宮前真一                    |
| フランス編 |                |                                |            |                               |                  |                             |
| Episode-20 | 2月25日        | シュヴァリエ                   | 櫻井圭記   | 島崎奈々子                    | 島崎奈々子       | 飯田宏義                    |
| Episode-21 | 3月4日         | すっぱいブドウ                 | 砂山蔵澄   | 佐山聖子                      | 佐山聖子         | 小谷杏子                    |
| Episode-22 | 3月11日        | 動物園                         | 吉田玲子   | 佐野隆史                      | 川崎満           | 小林利充                    |
| Episode-23 | 3月18日        | ふたりのシュヴァリエ           | 菅正太郎   | あおきえい                    | あおきえい       | 福島豊明                    |
| Episode-24 | 3月25日        | 軽やかなる歌声                 | 森田繁     | 金子伸吾 ヤマトナオミチ       | うえだしげる     | 山本善哉 渡辺るりこ         |
| Episode-25 | 4月1日         | 赤い盾                         | 吉田玲子   | 羽生尚靖                      | 所俊克           | 宮前真一                    |
| Episode-26 | 4月8日         | サヤに従うもの                 | 砂山蔵澄   | 高橋順                        | 高橋順           | 小村方宏治                  |
| Episode-27 | 4月15日        | パリ・ジュテーム               | 菅正太郎   | 雲井一夢                      | ヤマトナオミチ   | 大久保徹                    |
| Episode-28 | 4月22日        | 限りあるもの                   | 森田繁     | 松林唯人                      | 松林唯人         | 高村和宏                    |
| Episode-29 | 4月29日        | 呪われた血                     | 横手美智子 | 玉川達文、松本淳 誉田晶子     | 誉田晶子         | 小谷杏子                    |
| Episode-30 | 5月6日         | ジョエルの日記                 | 砂山蔵澄   | 古川順康                      | 古川順康         | 松原豊                      |
| Episode-31 | 5月13日        | 壊れゆく盾                     | 吉田玲子   | ヤマトナオミチ                | 黒田幸生         | 野本正幸                    |
| Episode-32 | 5月20日        | ボーイ・ミーツ・ガール         | 菅正太郎   | 工藤進                        | 工藤進           | 福島豊明、石井明治 飯田宏義 |
| イギリス編 |                |                                |            |                               |                  |                             |
| Episode-33 | 5月27日        | 信じるチカラ                   | 森田繁     | 佐野隆史                      | 浜崎賢一         | 小林利充 中本尚子           |
| Episode-34 | 6月3日         | 俺たちのいる世界               | 横手美智子 | 神楽坂時市                    | ながはまのりひこ | 山本善哉                    |
| Episode-35 | 6月10日        | 希望のない明日                 | 吉田玲子   | 羽生尚靖                      | 羽生尚靖         | 宮前真一                    |
| Episode-36 | 6月17日        | すれちがう想い                 | 砂山蔵澄   | 島崎奈々子、誉田晶子 大久保徹 | 誉田晶子         | 大久保徹                    |
| Episode-37 | 6月24日        | 狂おしいまでに                 | 菅正太郎   | 鎌倉由実                      | 鎌倉由実         | 小村方宏治                  |
| Episode-38 | 7月1日         | 決戦の島                       | 森田繁     | 菊地聡延                      | 宮田亮           | 日向正樹                    |
| Episode-39 | 7月8日         | 魔法の言葉をもう一度           | 横手美智子 | 松林唯人                      | 松林唯人         | 小谷杏子                    |
| Episode-40 | 7月15日        | シュヴァリエの見る夢           | 菅正太郎   | 山内重保                      | 山内重保         | 黄瀬和哉                    |
| アメリカ編 |                |                                |            |                               |                  |                             |
| Episode-41 | 7月22日        | 私の居場所                     | 砂山蔵澄   | 雲井一夢                      | 岡村正弘         | 小林利充 中本尚子           |
| Episode-42 | 7月29日        | 響く、歌声                     | 森田繁     | 宮地昌幸                      | 誉田晶子         | 大久保徹 永島明子           |
| Episode-43 | 8月5日         | こころ乱れて                   | 吉田玲子   | 松園公                        | いとがしんたろー | 小村方宏治 小谷杏子         |
| Episode-44 | 8月12日        | 光の中に                       | 菅正太郎   | 羽生尚靖                      | 羽生尚靖         | 宮前真一                    |
| Episode-45 | 8月19日        | 手のひらを太陽に               | 砂山蔵澄   | 松林唯人                      | 藤咲淳一         | 飯田宏義、芝美奈子 小林利充 |
| Episode-46 | 8月26日        | あした天気になあれ             | 森田繁     | 神楽坂時市                    | 立仙裕俊         | 阿部恵美子 松井誠           |
| Episode-47 | 9月2日         | 全ての血を超えて               | 吉田玲子   | 隆一郎                        | 高島大輔         | 大久保徹、山本善哉 飯田宏義 |
| Episode-48 | 9月9日         | 摩天楼オペラ                   | 菅正太郎   | 雲井一夢                      | いとがしんたろー | 小谷杏子 宮前真一           |
| Episode-49 | 9月16日        | 二人の女王                     | 砂山蔵澄   | 山内重保                      | 山内重保         | 石井明治、福島豊明 飯田宏義 |
| Episode-50 | 9月23日        | ナンクルナイサ                 | 藤咲淳一   | 松本淳                        | 松本淳           | 石井明治 小村方宏治         |

## 映像ソフト化
DVD
2005年12月21日から2006年12月20日まで発売された。全13巻で1巻のみ2話、以降は4話ずつ収録。
BD
2020年2月26日に7枚組Blu-ray BOXとして発売予定。

## メディアミックス

### 漫画
『BLOOD+』
漫画 - 桂明日香。月刊少年エース連載。テレビアニメ版をベースとしたコミカライズ。
『BLOOD+ A（アダージョ）』
漫画 - スエカネクミコ。ビーンズエース連載。
『BLOOD+ 夜行城市』
漫画 - 如月弘鷹。CIEL連載。ベトナム戦争後からアニメ版の間の話。小夜は回想時のみの登場。

### 小説
『BLOOD+』全4巻
著 - 池端亮、イラスト - 箸井地図。角川スニーカー文庫刊。2005年12月から2007年4月にかけて発表されたテレビアニメ版をベースとしたノベライズ。
『BLOOD＋ ロシアン・ローズ』全2巻
著 - 漲月かりの、イラスト - 高城リョウ。角川ビーンズ文庫刊。
『BLOOD#』全1巻
著 - 藤咲淳一、イラスト - 箸井地図、原作 - Production I.G・Aniplex。マッグガーデン刊。2017年2月28日発売。監督だった藤咲氏が執筆したBLOOD+の後日談。高校生となったディーヴァが生んだ双子の姉妹が主人公となっている。

### 朗読劇
『BLOOD+ 〜彼女が眠る間に〜』
原案 - 藤咲淳一、脚本・演出 - 藤沢文翁。2017年2月18日公演。

### ゲーム
コンシューマーゲーム
『BLOOD+ 双翼のバトル輪舞曲（ロンド）』
PlayStation 2用ソフト。2006年7月27日発売。ベトナム編とロシア編の間のストーリー。
『BLOOD+ ONE NIGHT KISS』
PlayStation 2用ソフト。2006年8月31日発売。沖縄編とベトナム編の間のストーリー。
『BLOOD+ ファイナルピース〜最後のかけら〜』
PlayStation Portable用ソフト。2006年9月7日発売。
『ヒーローズファンタジア』
PlayStation Portable用ソフト。2012年1月19日発売。
モバイルゲーム
『BLOOD+ 深紅の協奏曲』
フィーチャーフォン用ウェブアプリ。GREEにてサービス提供。2011年9月21日配信開始。アイテム課金制。

### パチンコ・パチスロ
タイヨーエレックより2009年10月にパチンコ機｢CR BLOOD+｣が、2010年2月にパチスロ機「パチスロBLOOD+」がリリースされた。

## エピソード
監督の藤咲淳一は小夜と人との関わりを描くことを目指したといい、ドジで大食い、闘いについて悩む弱さを見せるというように小夜のキャラクターを人間らしくしたという。